# Elysius lavinea
Elysius lavinea är en fjärilsart som beskrevs av Rothschild 1910. Elysius lavinea ingår i släktet Elysius och familjen björnspinnare. Inga underarter finns listade i Catalogue of Life.